# Інкапсуляція (комп'ютерні мережі)

Інкапсуляція послідовності даних користувача в TCP/IP протоколах.

Інкапсуляція в комп'ютерних мережах — це метод побудови модульних мережевих протоколів, при якому логічно незалежні функції мережі абстрагуються від нижчих механізмів шляхом включення або інкапсуляції цих механізмів в більш високорівневі об'єкти.
Наприклад, коли процес хоче послати повідомлення за допомогою UDP, то проводиться послідовність дій:
- Процес передає повідомлення до UDP відповідно з парою гніздових адрес і довжини даних;
- UDP отримує дані, доповнені заголовком UDP;
- UDP передає призначену для користувача датаграму до IP з гніздовою адресою;
- IP доповнює свій заголовок, який використовує значення 17 в полі протоколу, яке вказує, що дані надійшли від UDP-протоколу;
- IP-датаграма доповнює і додає власний заголовок (при необхідності і закінчення) і передає його до фізичного рівня;
- Фізичний рівень кодує біти в електричні або оптичні сигнали і посилає їх віддаленій машині.